# Monanthochloe acerosa
Monanthochloe acerosa là một loài thực vật có hoa trong họ Hòa thảo. Loài này được (Griseb.) Speg. mô tả khoa học đầu tiên năm 1902.